# Boltvudit
Boltvudit je hidriran kalijev uranil silikat hidrat s kemijsko formulo K(UO2)[SiO4] • 1,5H2O, ki je nastal z oksidacijo in preperevanjem primarnih uranovih rud. Mineral ima obliko skorje na nekaterih uranonosnih peščanjakih. Skorja je običajno rumenkasta in ima svilen ali steklast sijaj.
Mineral je dobil ime po ameriškemu pionirju radiokemije Bertramu Boltwoodu (1870–1927), ki je razvil U-Pb metodo za merjenje geološkega časa.